# Liga dos Campeões da CAF de 2021–22 – Fase de Grupos
A Fase de Grupos da Liga dos Campeões da CAF de 2021–22 foi disputada entre 11 de fevereiro até 3 de abril de 2022. Um total de 16 equipes disputaram esta fase para definir os oito classificados para as oitavas de final.

## Sorteio
O sorteio para a fase de grupos foi realizado em 28 de dezembro de 2021 na sede da CAF no Cairo, Egito. Os 16 vencedores da segunda fase foram sorteados em quatro grupos contendo quatro equipes cada.
As equipes foram divididas nos potes pelo ranking da CAF (em parênteses).
| Equipe             | Pts |
| ------------------ | --- |
| Al-Ahly            | 78  |
| Espérance de Tunis | 65  |
| Wydad Casablanca   | 63  |
| Raja Casablanca    | 54  |

| Equipe            | Pts |
| ----------------- | --- |
| Zamalek           | 47  |
| Mamelodi Sundowns | 46  |
| Horoya            | 38  |
| Étoile du Sahel   | 36  |

| Equipe          | Pts  |
| --------------- | ---- |
| Al-Hilal        | 21   |
| CR Belouizdad   | 15   |
| Petro de Luanda | 14.5 |
| ES Sétif        | 13   |

| Equipe            | Pts |
| ----------------- | --- |
| Al-Merrikh        | 7   |
| Sagrada Esperança | –   |
| Jwaneng Galaxy    | –   |
| AmaZulu           | –   |

## Calendário
| Rodada          | Datas                      |
| --------------- | -------------------------- |
| Primeira rodada | 11–12 de fevereiro de 2022 |
| Segunda rodada  | 18–19 de fevereiro de 2022 |
| Terceira rodada | 25–26 de fevereiro de 2022 |
| Quarta rodada   | 11–12 de março de 2022     |
| Quinta rodada   | 18–19 de março de 2022     |
| Sexta rodada    | 1–3 de abril de 2022       |

## Grupos

### Grupo A
| Pos. | Equipe            | Pts | J | V | E | D | GP | GC | SG |
| ---- | ----------------- | --- | - | - | - | - | -- | -- | -- |
| 1    | Mamelodi Sundowns | 16  | 6 | 5 | 1 | 0 | 10 | 2  | +8 |
| 2    | Al-Ahly           | 10  | 6 | 3 | 1 | 2 | 7  | 5  | +2 |
| 3    | Al-Hilal          | 4   | 6 | 1 | 1 | 4 | 4  | 8  | –4 |
| 4    | Al-Merrikh        | 4   | 6 | 1 | 1 | 4 | 5  | 11 | –6 |

|                   | MSD | AHL | HIL | MER |
| ----------------- | --- | --- | --- | --- |
| Mamelodi Sundowns |     | 1–0 | 1–0 | 3–0 |
| Al-Ahly           | 0–1 |     | 1–0 | 3–2 |
| Al-Hilal          | 2–4 | 0–0 |     | 1–0 |
| Al-Merrikh        | 0–0 | 1–3 | 2–1 |     |

| 11 de fevereiro de 2022 | Mamelodi Sundowns | 1 – 0     | Al-Hilal | Estádio Royal Bafokeng, Rustemburgo |
| 18:00 (UTC+2)           | Zwane 8'          | Relatório |          | Árbitro: BOT Joshua Bondo           |

| 5 de março de 2022 | Al-Ahly                              | 3 – 2     | Al-Merrikh                       | Estádio Internacional do Cairo, Cairo   |
| 21:00 (UTC+2)      | Sherif 2', 34' · Karshoum 76' (g.c.) | Relatório | Edjomariegwe 43' · Saadeldin 69' | Árbitro: ANG Hélder Martins de Carvalho |

| 18 de fevereiro de 2022 | Al-Hilal | 0 – 0     | Al-Ahly | Estádio Al-Hilal, Ondurmã          |
| 15:00 (UTC+2)           |          | Relatório |         | Árbitro: MAR Noureddine El Jaafari |

| 19 de fevereiro de 2022 | Al-Merrikh | 0 – 0     | Mamelodi Sundowns | Estádio Al Ahly WE Al Salam, Cairo (Egito) |
| 15:00 (UTC+2)           |            | Relatório |                   | Árbitro: TUN Haythem Guirat                |

| 25 de fevereiro de 2022 | Al-Merrikh        | 2 – 1     | Al-Hilal        | Estádio Al Ahly WE Al Salam, Cairo (Egito) |
| 18:00 (UTC+2)           | Saadeldin 3', 42' | Relatório | Abdelrahman 32' | Árbitro: ALG Lahlou Benbraham              |

| 26 de fevereiro de 2022 | Al-Ahly | 0 – 1     | Mamelodi Sundowns | Estádio Internacional do Cairo, Cairo |
| 21:00 (UTC+1)           |         | Relatório | Morena 85'        | Árbitro: MAR Redouane Jiyed           |

| 11 de março de 2022 | Al-Hilal   | 1 – 0     | Al-Merrikh | Estádio Al-Hilal, Ondurmã     |
| 15:00 (UTC+2)       | Muzmel 84' | Relatório |            | Árbitro: ALG Mustapha Ghorbal |

| 12 de março de 2022 | Mamelodi Sundowns | 1 – 0     | Al-Ahly | Estádio FNB, Joanesburgo           |
| 15:00 (UTC+2)       | Shalulile 23'     | Relatório |         | Árbitro: ETH Bamlak Tessema Weyesa |

| 18 de março de 2022 | Al-Merrikh | 1 – 3     | Al-Ahly                                | Estádio Al Ahly WE Al Salam, Cairo (Egito) |
| 18:00 (UTC+2)       | Agab 60'   | Relatório | Tau 19' · Sherif 72' · Abdel Kader 73' | Árbitro: SEN Maguette N'Diaye              |

| 19 de março de 2022 | Al-Hilal                   | 2 – 4     | Mamelodi Sundowns                            | Estádio Al-Hilal, Ondurmã   |
| 15:00 (UTC+2)       | Muzmel 56' · Mokhtar 90+3' | Relatório | Shalulile 2' · Mokoena 30' · Morena 60', 89' | Árbitro: GAM Bakary Gassama |

| 2 de abril de 2022 | Mamelodi Sundowns                       | 3 – 0     | Al-Merrikh | Estádio FNB, Joanesburgo             |
| 15:00 (UTC+2)      | Maluleka 15' · Ralani 66' · Erasmus 72' | Relatório |            | Árbitro: MRI Ahmad Imtehaz Heeralall |

| 3 de abril de 2022 | Al-Ahly       | 1 – 0     | Al-Hilal | Estádio Internacional do Cairo, Cairo |
| 22:00 (UTC+2)      | El Shahat 74' | Relatório |          | Árbitro: ZAM Janny Sikazwe            |

### Grupo B
| Pos. | Equipe          | Pts | J | V | E | D | GP | GC | SG |
| ---- | --------------- | --- | - | - | - | - | -- | -- | -- |
| 1    | Raja Casablanca | 15  | 6 | 5 | 0 | 1 | 7  | 2  | +5 |
| 2    | ES Sétif        | 9   | 6 | 3 | 0 | 3 | 6  | 5  | +1 |
| 3    | AmaZulu         | 7   | 6 | 2 | 1 | 3 | 3  | 6  | –3 |
| 4    | Horoya          | 4   | 6 | 1 | 1 | 4 | 5  | 8  | –3 |

|                 | RCA | ESS | AMZ | HOR |
| --------------- | --- | --- | --- | --- |
| Raja Casablanca |     | 1–0 | 1–0 | 1–0 |
| ES Sétif        | 0–1 |     | 2–0 | 3–2 |
| AmaZulu         | 0–2 | 1–0 |     | 1–0 |
| Horoya          | 2–1 | 0–1 | 1–1 |     |

| 12 de fevereiro de 2022 | Horoya | 0 – 1     | ES Sétif     | Estádio General Lansana Conté, Conacri |
| 16:00 (UTC+0)           |        | Relatório | Kendouci 47' | Árbitro: BDI Pacifique Ndabihawenimana |

| 12 de fevereiro de 2022 | Raja Casablanca | 1 – 0     | AmaZulu | Estádio Mohammed V, Casablanca     |
| 20:00 (UTC+1)           | Moutouali 67'   | Relatório |         | Árbitro: ETH Bamlak Tessema Weyesa |

| 18 de fevereiro de 2022 | ES Sétif | 0 – 1     | Raja Casablanca | Estádio 5 de Julho de 1962, Argel |
| 20:00 (UTC+1)           |          | Relatório | Zrida 71'       | Árbitro: SEN Maguette N'Diaye     |

| 18 de fevereiro de 2022 | AmaZulu    | 1 – 0     | Horoya | Estádio Moses Mabhida, Durban  |
| 21:00 (UTC+2)           | Memela 31' | Relatório |        | Árbitro: CMR Blaise Yuven Ngwa |

| 25 de fevereiro de 2022 | AmaZulu    | 1 – 0     | ES Sétif | Estádio Moses Mabhida, Durban |
| 18:00 (UTC+2)           | Memela 31' | Relatório |          | Árbitro: KEN Peter Waweru     |

| 25 de fevereiro de 2022 | Raja Casablanca | 1 – 0     | Horoya | Estádio Mohammed V, Casablanca |
| 20:00 (UTC+1)           | Moutouali 67'   | Relatório |        | Árbitro: MTN Dahane Beida      |

| 12 de março de 2022 | Horoya                        | 2 – 1     | Raja Casablanca | Estádio General Lansana Conté, Conacri |
| 16:00 (UTC+0)       | Mandela 26' · Barry 29' (pen) | Relatório | Ahadad 19'      | Árbitro: MLI Boubou Traoré             |

| 12 de março de 2022 | ES Sétif                    | 2 – 0     | AmaZulu | Estádio 5 de Julho de 1962, Argel |
| 20:00 (UTC+1)       | Benayad 11' · Djahnit 45+1' | Relatório |         | Árbitro: TUN Haythem Guirat       |

| 18 de março de 2022 | AmaZulu | 0 – 2     | Raja Casablanca        | Estádio Moses Mabhida, Durban |
| 18:00 (UTC+2)       |         | Relatório | Ahadad 6' · Haddad 76' | Árbitro: BOT Joshua Bondo     |

| 18 de março de 2022 | ES Sétif                         | 3 – 2     | Horoya                  | Estádio 5 de Julho de 1962, Argel |
| 20:00 (UTC+1)       | Djahnit 47' · Benayad 87', 90+3' | Relatório | Baffour 25' · Sylla 59' | Árbitro: TUN Youssef Sraïri       |

| 1 de abril de 2022 | Horoya      | 1 – 1     | AmaZulu              | Estádio General Lansana Conté, Conacri |
| 16:00 (UTC+0)      | Nikièma 45' | Relatório | Coulibaly 48' (g.c.) | Árbitro: LBY Ibrahim Mutaz             |

| 3 de abril de 2022 | Raja Casablanca | 1 – 0     | ES Sétif | Estádio Mohammed V, Casablanca |
| 21:00 (UTC+0)      | Hadhoudi 74'    | Relatório |          | Árbitro: EGY Amin Omar         |

### Grupo C
| Pos. | Equipe             | Pts | J | V | E | D | GP | GC | SG  |
| ---- | ------------------ | --- | - | - | - | - | -- | -- | --- |
| 1    | Espérance de Tunis | 14  | 6 | 4 | 2 | 0 | 12 | 2  | +10 |
| 2    | CR Belouizdad      | 11  | 6 | 3 | 2 | 1 | 10 | 5  | +5  |
| 3    | Étoile du Sahel    | 6   | 6 | 1 | 3 | 2 | 4  | 7  | –3  |
| 4    | Jwaneng Galaxy     | 1   | 6 | 0 | 1 | 5 | 5  | 17 | –12 |

|                    | EST | CRB | ESS | GAL |
| ------------------ | --- | --- | --- | --- |
| Espérance de Tunis |     | 2–1 | 0–0 | 4–0 |
| CR Belouizdad      | 1–1 |     | 2–0 | 4–1 |
| Étoile du Sahel    | 0–2 | 0–0 |     | 3–2 |
| Jwaneng Galaxy     | 0–3 | 1–2 | 1–1 |     |

| 11 de fevereiro de 2022 | Étoile du Sahel | 0 – 0     | CR Belouizdad | Estádio Olímpico Hammadi Agrebi, Tunes |
| 17:00 (UTC+1)           |                 | Relatório |               | Árbitro: EGY Ibrahim Nour El Din       |

| 12 de fevereiro de 2022 | Espérance de Tunis                    | 4 – 0     | Jwaneng Galaxy | Estádio Olímpico Hammadi Agrebi, Tunes |
| 14:00 (UTC+1)           | Ben Romdhane 1', 29', 32' · Eduwo 86' | Relatório |                | Árbitro: SEN Issa Sy                   |

| 19 de fevereiro de 2022 | Jwaneng Galaxy | 1 – 1     | Étoile du Sahel | Estádio Francistown, Francistown     |
| 18:00 (UTC+2)           | Sesinyi 90+1'  | Relatório | Coulibaly 14'   | Árbitro: MRI Ahmad Imtehaz Heeralall |

| 19 de fevereiro de 2022 | CR Belouizdad   | 1 – 1     | Espérance de Tunis | Estádio 5 de Julho de 1962, Argel |
| 20:00 (UTC+1)           | Aribi 15' (pen) | Relatório | Machmoum 82'       | Árbitro: EGY Mohamed Adel         |

| 26 de fevereiro de 2022 | Espérance de Tunis | 0 – 0     | Étoile du Sahel | Estádio Olímpico Hammadi Agrebi, Tunes |
| 14:00 (UTC+1)           |                    | Relatório |                 | Árbitro: GAM Bakary Gassama            |

| 26 de fevereiro de 2022 | Jwaneng Galaxy | 1 – 2     | CR Belouizdad        | Estádio Francistown, Francistown |
| 18:00 (UTC+2)           | Baruti 84'     | Relatório | Merzougui 77', 90+3' | Árbitro: CMR Blaise Yuven Ngwa   |

| 11 de março de 2022 | CR Belouizdad                                             | 4 – 1     | Jwaneng Galaxy | Estádio 5 de Julho de 1962, Argel |
| 20:00 (UTC+1)       | Bakir 25' (pen) · Aribi 41' · Selmi 70' · Merzougui 90+1' | Relatório | Sesinyi 49'    | Árbitro: SDN Sabri Mohamed Fadul  |

| 12 de março de 2022 | Étoile du Sahel | 0 – 2     | Espérance de Tunis             | Estádio Olímpico Hammadi Agrebi, Tunes |
| 14:00 (UTC+1)       |                 | Relatório | Bedrane 66' · Ben Romdhane 77' | Árbitro: EGY Mohamed Marouf            |

| 19 de março de 2022 | Jwaneng Galaxy | 0 – 3     | Espérance de Tunis          | Estádio Francistown, Francistown |
| 18:00 (UTC+2)       |                | Relatório | Eduwo 13', 64' · Iwuala 31' | Árbitro: GAB Pierre Atcho        |

| 19 de março de 2022 | CR Belouizdad            | 2 – 0     | Étoile du Sahel | Estádio 5 de Julho de 1962, Argel |
| 20:00 (UTC+1)       | Bouchar 3' · Belkhir 18' | Relatório |                 | Árbitro: MAR Redouane Jiyed       |

| 1 de abril de 2022 | Étoile du Sahel                   | 3 – 2     | Jwaneng Galaxy  | Estádio Olímpico Hammadi Agrebi, Tunes |
| 14:00 (UTC+1)      | Kombe 9' · Jemmali 70' · Amri 82' | Relatório | Baruti 80', 85' | Árbitro: CGO Messie Nkounkou           |

| 2 de abril de 2022 | Espérance de Tunis          | 2 – 1     | CR Belouizdad | Estádio Olímpico Hammadi Agrebi, Tunes |
| 22:00 (UTC+1)      | Ben Hamida 13' · Iwuala 17' | Relatório | Mrezigue 2'   | Árbitro: MTN Abdel Bouh                |

### Grupo D
| Pos. | Equipe            | Pts | J | V | E | D | GP | GC | SG  |
| ---- | ----------------- | --- | - | - | - | - | -- | -- | --- |
| 1    | Wydad Casablanca  | 15  | 6 | 5 | 0 | 1 | 15 | 5  | +10 |
| 2    | Petro de Luanda   | 11  | 6 | 3 | 2 | 1 | 9  | 8  | +1  |
| 3    | Zamalek           | 4   | 6 | 0 | 4 | 2 | 3  | 6  | –3  |
| 4    | Sagrada Esperança | 2   | 6 | 0 | 2 | 4 | 1  | 9  | –8  |

|                   | WAC | PET | ZAM | SAG |
| ----------------- | --- | --- | --- | --- |
| Wydad Casablanca  |     | 5–1 | 3–1 | 3–0 |
| Petro de Luanda   | 2–1 |     | 0–0 | 3–0 |
| Zamalek           | 0–1 | 2–2 |     | 0–0 |
| Sagrada Esperança | 1–2 | 0–1 | 0–0 |     |

| 11 de fevereiro de 2022 | Wydad Casablanca                            | 3 – 0     | Sagrada Esperança | Estádio Mohammed V, Casablanca |
| 20:00 (UTC+1)           | Dari 45+2' · Jabrane 52' (pen) · Mbenza 72' | Relatório |                   | Árbitro: GHA Daniel Laryea     |

| 12 de fevereiro de 2022 | Zamalek                 | 2 – 2     | Petro de Luanda           | Estádio Internacional do Cairo, Cairo  |
| 18:00 (UTC+2)           | Obama 57' · Hamdy 90+5' | Relatório | Gleison 22' · Vidinho 36' | Árbitro: COD Jean Jacques Ndala Ngambo |

| 19 de fevereiro de 2022 | Petro de Luanda             | 2 – 1     | Wydad Casablanca | Estádio 11 de Novembro, Luanda |
| 14:00 (UTC+1)           | Tiago Azulão 41' · Yano 68' | Relatório | Daoudi 59'       | Árbitro: KEN Peter Waweru      |

| 19 de fevereiro de 2022 | Sagrada Esperança | 0 – 0     | Zamalek | Estádio 11 de Novembro, Luanda |
| 17:00 (UTC+1)           |                   | Relatório |         | Árbitro: SEY Bernard Camille   |

| 26 de fevereiro de 2022 | Sagrada Esperança | 0 – 1     | Petro de Luanda        | Estádio 11 de Novembro, Luanda |
| 17:00 (UTC+1)           |                   | Relatório | Tiago Azulão 33' (pen) | Árbitro: RSA Eugene Mdluli     |

| 26 de fevereiro de 2022 | Wydad Casablanca                             | 3 – 1     | Zamalek | Estádio Mohammed V, Casablanca |
| 20:00 (UTC+1)           | El Moutaraji 27' · Farhane 37' · Jabrane 88' | Relatório | Zizo 3' | Árbitro: TUN Sadok Selmi       |

| 11 de março de 2022 | Zamalek | 0 – 1     | Wydad Casablanca  | Estádio Internacional do Cairo, Cairo  |
| 18:00 (UTC+2)       |         | Relatório | Jabrane 48' (pen) | Árbitro: BDI Pacifique Ndabihawenimana |

| 12 de março de 2022 | Petro de Luanda                                 | 3 – 0     | Sagrada Esperança | Estádio 11 de Novembro, Luanda |
| 17:00 (UTC+1)       | Tiago Azulão 1', 44' · Érico Castro 90+5' (pen) | Relatório |                   | Árbitro: ZAM Janny Sikazwe     |

| 19 de março de 2022 | Petro de Luanda | 0 – 0     | Zamalek | Estádio 11 de Novembro, Luanda |
| 14:00 (UTC+1)       |                 | Relatório |         | Árbitro: CMR Blaise Yuven Ngwa |

| 19 de março de 2022 | Sagrada Esperança | 1 – 2     | Wydad Casablanca                 | Estádio 11 de Novembro, Luanda |
| 20:00 (UTC+1)       | Jó Paciência 30'  | Relatório | El Moutaraji 82' · Tsoumou 90+5' | Árbitro: SDN Mahmood Ismail    |

| 1 de abril de 2022 | Zamalek | 0 – 0     | Sagrada Esperança | Estádio Internacional do Cairo, Cairo |
| 18:00 (UTC+2)      |         | Relatório |                   | Árbitro: MOZ Celso Alvação            |

| 2 de abril de 2022 | Wydad Casablanca                                                         | 5 – 1     | Petro de Luanda | Estádio Mohammed V, Casablanca |
| 21:00 (UTC+0)      | Tsoumou 11' · Dari 29' · El Moutaraji 32' · El Hassouni 56' · Ellafi 71' | Relatório | Pedro Pinto 63' | Árbitro: ALG Lahlou Benbraham  |